# Clavus aenigmaticus
Clavus aenigmaticus é uma espécie de gastrópode do gênero Clavus, pertencente a família Drilliidae.